# Dolços somnis (pel·lícula de 1985)
Dolços somnis (original: Sweet Dreams) és una pel·lícula estatunidenca dirigida per Karel Reisz, estrenada el 1985 i doblada al català

## Argument
Biografia de Patsy Cline. A Virgínia, durant els anys cinquanta, Charlie, un despreocupat vividor, coneix Patsy, una atractiva cantant de country, que abandona el seu avorrit marit per casar-se amb ell. El primer disc de Patsy és un èxit, però l'allistament de Charly a l'exèrcit, el seu creixent alcoholisme i les seves freqüents infidelitats deterioren greument la relació de la parella. Patsy es veu llavors davant d'una cruïlla: haurà d'elegir entre l'amor que té per Charlie o la necessitat de seguir amb la seva carrera musical.

## Repartiment
- Jessica Lange: Patsy Cline
- Ed Harris: Charlie Dick
- Ann Wedgeworth: Hilda Hensley
- David Clennon: Randy Hughes
- James Staley: Gerald Cline
- Gary Basaraba: Woodhouse
- John Goodman: Otis
- P.J. Soles: Wanda
- Bruce Kirby: Arthur Godfrey
- Carlton Cuse: Sergent
- Robert Rothwell: Cirurgià plàstic

## Premis i nominacions

### Nominacions
- 1986. Oscar a la millor actriu per Jessica Lange